# Пам'ятник морякам Дунайської флотилії

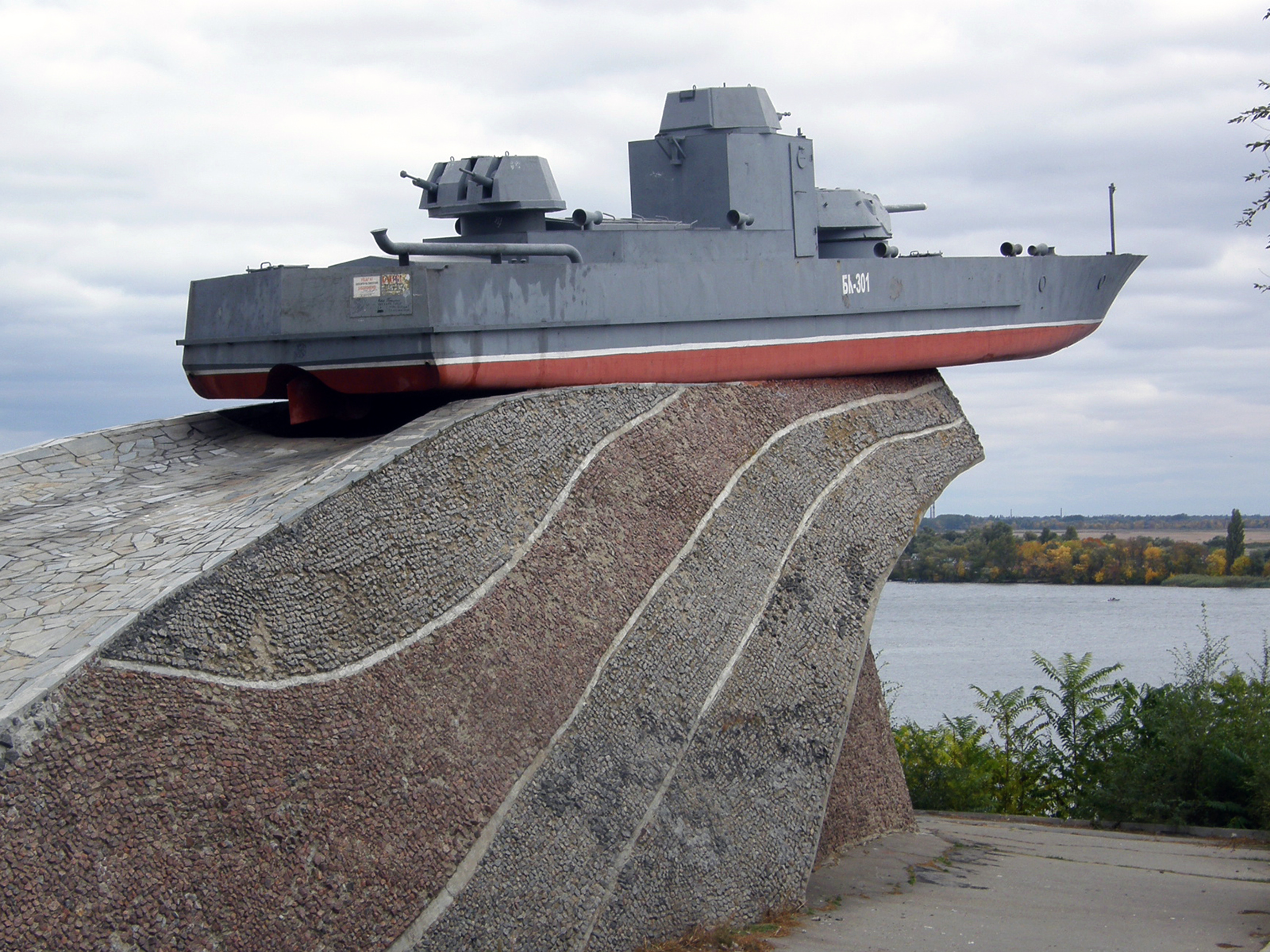
Пам'ятник морякам Дунайської флотилії

Пам'ятник на честь моряків Дунайської флотилії у виді бронекатера. Був встановлений у 1980 році, автори композиції Ю. П. Тарасов, А. С. Семенчук. Розташований за адресою 2-й Слобідський провулок, 119, Херсон, Херсонська область 73000.

## Історія
Дунайська військова флотилія під командуванням контр-адмірала М. О. Абрамова брала участь у боях проти німецьких військ на Південному Бузі й Дніпрі з 22 червня по 25 вересня 1941 року. 15 серпня її кораблі взяли на себе оборону міста Херсона. 
В обороні брали участь монітори «Ударний», «Железняков», «Мартинов», бронекатер, штабний корабель «Буг», мінний загороджувач «Колхозник», вартові кораблі, тральщики, інші допоміжні судна й морська піхота флотилії. Частина бронекатерів затонула під час боїв. Найбільшої напруги бої за Херсон досягли 19 серпня. 
Після важкого бою командування Південного фронту та Воєнна рада Чорноморського флоту віддали наказ залишити місто. Дунайська флотилія відійшла на позиції від Олешок до дельти Дніпра. ЇЇ кораблі разом з Артилерією 9-ї армії, атакували переправи, які фашистам вдалося навести через річку. Чотири бронекатера Дунайської флотилії мали завадити форсуванню Дніпра ворогом в районі Берислав-Каховка. Два з них — 301 та 304, затонули від артобстрілу в районі селища Антонівка, два інших змогли прорватися до Каховки. Командира бронекатера 301 вибуховою хвилею викинуло у воду, але члени команди змогли підібрати пораненого і контуженого командира і доставити його до шпиталю.
1976 року групою спортсменів-підводників Херсонського клуба ДТСААФ у районі Антоновського мису був піднятий на поверхню бронекатер 301 й використаний для створення на заводі ім. Комінтерну пам'ятного знака у вигляді бронекатера у натурі, установлений на 2-східчастому постаменті з бутового каменю у вигляді хвилі, що набігає. Проект макету був розроблений ЦКБ «Ізумруд» м. Москви. Архітектори — Тарасов Ю. П. та Семенчук А. С. Висота катера — 7,00 м, довжина — 22,40 м, ширина — 3,54 м; висота постаменту — 5,30 м. Загальна висота пам'ятного знаку — 12,30 м. Цоколь виготовлений із бутового каменю й бетону. 
На чавунній меморіальній дошці напис «Морякам Дунайської військової флотилії, що героїчно захищала м. Херсон від загарбників у серпні 1941 року». Навколо пам'ятника укладені бетонні плити та асфальт. Спорудження постаменту, установку на ньому бронекатера та благоустрій території здійснив Херсонський облрембудтрест.

## Сучасність
З власної ініціативи небайдужі херсонці ремонтують бронекатер.
У січні 2018 року отримало підсумок розслідування витрат бюджетних грошей при ремонті пам'ятника «Морякам Дунайської флотилії», що його здійснювали у 2016 році КП «Гарантія» та фізична особа-підприємець Сергієм Васильовичем Бойко. Документально підтвердилося завищення вартості фактично виконаних робіт з капітального ремонту постаменту під бронекатер пам'ятника на суму 34,1 тис. гривень. Постанову виніс Херсонський міський суд.